# Liste der Baudenkmäler in Marktleugast
Auf dieser Seite sind die Baudenkmäler in dem oberfränkischen Markt Marktleugast zusammengestellt. Diese Tabelle ist eine Teilliste der Liste der Baudenkmäler in Bayern. Grundlage ist die Bayerische Denkmalliste, die auf Basis des Bayerischen Denkmalschutzgesetzes vom 1. Oktober 1973 erstmals erstellt wurde und seither durch das Bayerische Landesamt für Denkmalpflege geführt wird. Die folgenden Angaben ersetzen nicht die rechtsverbindliche Auskunft der Denkmalschutzbehörde.
 Diese Liste gibt den Fortschreibungsstand vom 16. Oktober 2014 wieder und enthält 44 Baudenkmäler.

## Baudenkmäler nach Gemeindeteilen

### Marktleugast
| Lage                                                                             | Objekt                                               | Beschreibung | Akten-Nr.     | Bild              |
| -------------------------------------------------------------------------------- | ---------------------------------------------------- | --- | ------------- | ----------------- |
| Helmbrechtser Straße 1 (Standort)                                                | Türrahmung                                           | Profilierter und geschwungener Sturz, Sandstein, bezeichnet „1821“                                                                                                 | D-4-77-138-1  | BW                |
| Helmbrechtser Straße 3 (Standort)                                                | Ehemaliges Wohnstallhaus                             | Zweigeschossiges Satteldachhaus mit Türrahmung, bezeichnet „1828“                                                                                                  | D-4-77-138-2  | BW                |
| Helmbrechtser Straße 18 (Standort)                                               | Türrahmung                                           | Sandstein, bezeichnet „1828“ | D-4-77-138-3  | BW                |
| Kreuzgasse 1 (Standort)                                                          | Wohnstallhaus                                        | Ein- und zweigeschossiges Satteldachhaus mit drei Türrahmungen, bezeichnet „1828“                                                                                  | D-4-77-138-7  | BW                |
| Kulmbacher Straße 4 (Standort)                                                   | Türrahmung                                           | Mit Zierpilastern, Sandstein, bezeichnet „1832“ | D-4-77-138-4  | BW                |
| Kulmbacher Straße 9 (Standort)                                                   | Ehemaliger Gasthof Zum goldenen Löwen                | Zweigeschossiger Halbwalmdachbau mit Sandsteingliederung, um 1800                                                                                                  | D-4-77-138-5  | BW                |
| Kulmbacher Straße 14 (Standort)                                                  | Türrahmung                                           | Geschwungener profilierter Sturz, Sandstein, bezeichnet „1827“ | D-4-77-138-6  | BW                |
| Marktstraße 1 (Standort)                                                         | Gasthof Bräustübl                                    | Zweigeschossiger Walmdachbau mit Sandsteingliederung, bezeichnet „1797“; zugehörige angebaute ehemalige Brauerei Fleischmann, 19. Jahrhundert                      | D-4-77-138-8  | Gasthof Bräustübl |
| Marktstraße 8 (Standort)                                                         | Ehemaliges Wohnstallhaus                             | Zweigeschossiger Satteldachbau mit Eckpilastern, bezeichnet „1803“                                                                                                 | D-4-77-138-10 | BW                |
| Marktstraße 12 (Standort)                                                        | Ehemaliges Wohnstallbau, später Gasthaus             | Zweigeschossiger Satteldachbau, verputztes Fachwerkobergeschoss, 18. Jahrhundert                                                                                   | D-4-77-138-11 | BW                |
| Marktstraße 13 (Standort)                                                        | Ehemaliger Haustürsturz                              | Sandstein, bezeichnet „1796“ | D-4-77-138-12 | BW                |
| Marktstraße 15 (Standort)                                                        | Wohnhaus                                             | Zweigeschossiger Walmdachbau mit Sandsteingliederung, bezeichnet „1806“                                                                                            | D-4-77-138-13 | BW                |
| Marktstraße 18 (Standort)                                                        | Wohnstallhaus                                        | Zweigeschossiger Satteldachbau, Sandsteingliederung, bezeichnet „1798“                                                                                             | D-4-77-138-14 | BW                |
| Nähe Marktstraße (Standort)                                                      | Statue                                               | Heiliger Johannes Nepomuk, Sandstein, bezeichnet „1768“ | D-4-77-138-18 | Statue            |
| Marktstraße 25 (Standort)                                                        | Wohnhaus                                             | Zweigeschossiger Walmdachbau mit Sandsteingliederung, bezeichnet „1808“                                                                                            | D-4-77-138-15 | Wohnhaus          |
| Sankt-Antonius-Weg 29, Nähe Sankt-Antonius-Weg, Sankt-Antonius-Weg 27 (Standort) | Katholische Filialkirche St. Bartholomäus und Martin | Putzbau mit Sandsteingliederung, eingezogener Chor, viergeschossiger, eingestellter Westturm, 1767–68 von Wenzeslaus Schwesner, bezeichnet „1768“; mit Ausstattung | D-4-77-138-16 | weitere Bilder    |
| Sankt-Antonius-Weg 29, Nähe Sankt-Antonius-Weg, Sankt-Antonius-Weg 27 (Standort) | Kirchhofmauer                                        | | D-4-77-138-16 | BW                |
| Sankt-Antonius-Weg 29, Nähe Sankt-Antonius-Weg, Sankt-Antonius-Weg 27 (Standort) | Nebengebäude                                         | Eingeschossiger Halbwalmdachbau über hohem Kellergeschoss, wohl 19. Jahrhundert                                                                                    | D-4-77-138-16 | weitere Bilder    |
| St.-Antonius-Weg 33 (Standort)                                                   | Mesnerhaus                                           | Eingeschossiger Halbwalmdachbau mit Sandsteingliederung, bezeichnet „1828“                                                                                         | D-4-77-138-17 | BW                |
| Nähe Karl-Pezold-Straße, am Weg nach Neuensorg (Standort)                        | Marter                                               | Sandsteinsäule, zweite Hälfte 17. Jahrhundert | D-4-77-138-19 | Marter            |

### Filshof
| Lage                 | Objekt                                    | Beschreibung                 | Akten-Nr.     | Bild |
| -------------------- | ----------------------------------------- | ---------------------------- | ------------- | ---- |
| Filshof 1 (Standort) | Türrahmung des ehemaligen Wohnstallhauses | Sandstein, bezeichnet „1838“ | D-4-77-138-20 | BW   |
| Filshof 2 (Standort) | Türrahmung                                | Sandstein, bezeichnet „1829“ | D-4-77-138-21 | BW   |

### Hohenberg
| Lage                                                           | Objekt                              | Beschreibung | Akten-Nr.     | Bild                          |
| -------------------------------------------------------------- | ----------------------------------- | --- | ------------- | ----------------------------- |
| Bühl, am Fußweg nach Marktleugast (Standort)                   | Marter                              | Sandsteinsäule, mittleres 18. Jahrhundert | D-4-77-138-26 | BW                            |
| Kirchallee 8, Kirchallee 6 (Standort)                          | Katholische Kuratiekirche St. Josef | Expressionistischer Bau aus Brockenmauerwerk und steilem Walmdach, Chor zwischen zwei Türmen, 1928/29 von Fritz Fuchsenberger; mit Ausstattung; zugehörige Leichenhalle, 1928/29 | D-4-77-138-23 | weitere Bilder                |
| Hauptstraße 9 (Standort)                                       | Katholische Kapelle St. Maria       | Putzbau mit Walmdach und Dachreiter, bezeichnet „1826“; mit Ausstattung | D-4-77-138-24 | Katholische Kapelle St. Maria |
| Zegast, am Ortsausgang, an der Straße nach Presseck (Standort) | Marter                              | Sandsteinsäule, mittleres 18. Jahrhundert | D-4-77-138-25 | BW                            |
| Kastanienweg, Ortsmitte (Standort)                             | Marter                              | Sandsteinsäule, 18. Jahrhundert | D-4-77-138-27 | Marter                        |

### Marienweiher
| Lage                                                                                        | Objekt                         | Beschreibung | Akten-Nr.     | Bild           |
| ------------------------------------------------------------------------------------------- | ------------------------------ | --- | ------------- | -------------- |
| Höhe (Standort)                                                                             | Sockel einer Marter            | Sandstein, Mitte 18. Jahrhundert, am Weg nach Mannsflur | D-4-77-138-38 | BW             |
| Marienweiher 1 (Standort)                                                                   | Mariä Heimsuchung              | Putzbau mit eingezogenem rundgeschlossenem Chor, Sandsteingliederungen, zweigeschossiger Sandsteinquaderturm, 1740–45 von Johann Jakob Michael Küchel, über älterem Kern; mit Ausstattung | D-4-77-138-28 | weitere Bilder |
| Marienweiher 3, Marienweiher 2, In Marienweiher, Marienweiher 30, Marienweiher 1 (Standort) | Franziskanerkloster            | Langgestreckter, zweigeschossiger Walmdachbau mit Sandsteingliederungen, 1644/50, Erweiterungen und Erneuerungen von 1700 und 1777; mit Ausstattung; Verbindungstrakt zum Brüderchor, zweigeschossiger Bau mit Satteldach und korbbogigem Durchgang, 1650/53; ehemaliges Bräuhaus, jetzt Waschhaus und Vorratsgebäude des Klosters, zweigeschossiger, massiver Walmdachbau, 1708; weitere zum Klosterkomplex gehörige Nebengebäude, wohl 18./19. Jahrhundert; Klostermauer, verputztes Brockenmauerwerk mit Sandsteinplattenabdeckung, 1658–61 | D-4-77-138-29 | BW             |
| Marienweiher 4, Marienweiher 1 (Standort)                                                   | Ehemaliges Schulhaus, Kantorat | Zweigeschossiger Halbwalmdachbau mit verputztem Fachwerkobergeschoss, 1733, über älterem Kern, bezeichnet 1809; mit Ausstattung; Freitreppe, einläufiger Anstieg mit Zwischenterrasse und zweiläufige Weiterführung, Sandstein, 1740 von Johann Jakob Michael Küchel | D-4-77-138-30 | BW             |
| Marienweiher 16 (Standort)                                                                  | Gasthof Zum weißen Lamm        | Zweigeschossiger Walmdachbau mit Sandsteinrahmungen, wohl noch 18. Jahrhundert | D-4-77-138-32 | BW             |
| In Marienweiher (Standort)                                                                  | Türrahmung                     | Sandstein, bezeichnet „1829“ | D-4-77-138-34 | BW             |
| In Marienweiher (Standort)                                                                  | Mariensäule                    | Toskanische Säule auf hohem Piedestal, Skulptur der Hl. Muttergottes, vergoldet, errichtet 1868 | D-4-77-138-56 | Mariensäule    |
| Marienweiher 206 (Standort)                                                                 | Wohnhaus                       | Zweigeschossiger Satteldachbau, Sandsteinrahmungen, bezeichnet „1811“ | D-4-77-138-35 | BW             |
| In Marienweiher, Marienweiher 1, Marienweiher 3, Marienweiher 30 (Standort)                 | Kreuzweg                       | 13 Stationen, Sockel mit Inschriftkartusche, darauf Stationsrelief, Sandstein, um 1740/45; elf Stationen entlang der Klostermauern, erste und dreizehnte Station an der Freitreppe | D-4-77-138-36 | weitere Bilder |
| Rothenbühler Weg, am Weg zur Achazmühle (Standort)                                          | Kreuz                          | Wohl spätmittelalterlich, Granit | D-4-77-138-37 | Kreuz          |

### Neuensorg
| Lage                                                    | Objekt                           | Beschreibung                | Akten-Nr.     | Bild |
| ------------------------------------------------------- | -------------------------------- | --------------------------- | ------------- | ---- |
| Lausen, über den Rehbach in Richtung Grünlas (Standort) | Einjochige Bruchsteinbogenbrücke | Wohl frühes 19. Jahrhundert | D-4-77-138-47 | BW   |

### Steinbach
| Lage                                               | Objekt                                                          | Beschreibung | Akten-Nr.     | Bild |
| -------------------------------------------------- | --------------------------------------------------------------- | --- | ------------- | ---- |
| Steinbach 1 (Standort)                             | Ehemalige Ökonomie des „Wassersitzes“                           | Dreiseitige Anlage, Hauptgebäude zweigeschossiger Walmdachbau mit verschiefertem Fachwerkobergeschoss, bezeichnet „1789“; mit Ausstattung | D-4-77-138-40 | BW   |
| Steinbach 1 (Standort)                             | Ehemalige Ökonomie des „Wassersitzes“, zugehöriges Nebengebäude | Zweigeschossiger Walmdachbau, wohl 19. Jahrhundert                                                                                        | D-4-77-138-40 | BW   |
| Steinbach 5 (Standort)                             | Türrahmungen                                                    | Sandstein, bezeichnet „1825“ | D-4-77-138-41 | BW   |
| Steinbach 22 (Standort)                            | Türrahmung                                                      | Sandstein, bezeichnet „1820“ | D-4-77-138-42 | BW   |
| Stammbacher Weg, am Ortseingang (Standort)         | Marter                                                          | Sandsteinsäule, 1802 | D-4-77-138-43 | BW   |
| Stammbacher Weg, am Ortseingang (Standort)         | Wegkreuz                                                        | Holz, Korpus wohl erste Hälfte 19. Jahrhundert                                                                                            | D-4-77-138-45 | BW   |
| Hammerflur, am Fußweg nach Marienweiher (Standort) | Marterfragmente                                                 | Sockel und Aufsatz, Sandstein, wohl Mitte 19. Jahrhundert                                                                                 | D-4-77-138-44 | BW   |

### Vorderrehberg
| Lage                       | Objekt | Beschreibung                    | Akten-Nr.     | Bild |
| -------------------------- | ------ | ------------------------------- | ------------- | ---- |
| Vorderrehberg 1 (Standort) | Relief | Muttergottes, bezeichnet „1824“ | D-4-77-138-46 | BW   |

### Weihermühle
| Lage                      | Objekt | Beschreibung                                                                | Akten-Nr.     | Bild |
| ------------------------- | ------ | --------------------------------------------------------------------------- | ------------- | ---- |
| In Weihermühle (Standort) | Mühle  | Zweigeschossiger Satteldachbau, bezeichnet „1849“; zugehöriges Nebengebäude | D-4-77-138-55 | BW   |